# Statilia maculata
Statilia maculata är en bönsyrseart som beskrevs av Carl Peter Thunberg 1784. Statilia maculata ingår i släktet Statilia och familjen Mantidae.

## Underarter
Arten delas in i följande underarter:
- S. m. maculata
- S. m. continentalis

## Bildgalleri

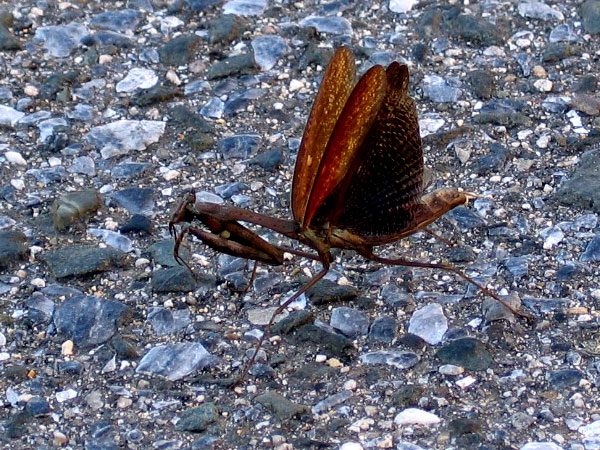